# Modern Jazz Perspective
Modern Jazz Perspective è un album a nome di Donald Byrd - Gigi Gryce and the Jazz Lab Quintet with Jackie Paris, pubblicato dalla Columbia Records nel 1957.

## Tracce
Lato A
1. Early Morning Blues – 1:53 (Gigi Gryce) – Registrato il 3 settembre 1957 a New York City, New York (Stati Uniti)
2. Early Bird – 7:31 (Donald Byrd) – Registrato il 3 settembre 1957 a New York City, New York (Stati Uniti)
3. Elgy – 6:28 (Donald Byrd) – Registrato il 3 settembre 1957 a New York City, New York (Stati Uniti)
4. Stablemates – 5:00 (Benny Golson) – Registrato il 5 settembre 1957 a New York City, New York (Stati Uniti)

Lato B
1. Steppin' Out – 5:30 (Gigi Gryce) – Registrato il 5 settembre 1957 a New York City, New York (Stati Uniti)
2. Social Call – 4:44 (Gigi Gryce) – Registrato il 30 agosto 1957 a New York City, New York (Stati Uniti)
3. An Evening in Casablanca – 5:05 (Gigi Gryce) – Registrato il 30 agosto 1957 a New York City, New York (Stati Uniti)
4. Satellite – 4:26 (Gigi Gryce) – Registrato il 30 agosto 1957 a New York City, New York (Stati Uniti)

## Musicisti
A1, A2 e A3
- Donald Byrd - tromba
- Gigi Gryce - sassofono alto, arrangiamenti
- Jackie Paris - voce
- Jackie Paris - banjo (brani: A1 e A2)
- Wynton Kelly - pianoforte
- Wendell Marshall - contrabbasso
- Art Taylor - batteria

A4 e B1
- Donald Byrd - tromba
- Gigi Gryce - sassofono alto
- Gigi Gryce - arrangiamenti (solo brano: B1)
- Sahib Shihab - sassofono baritono
- Jimmy Cleveland - trombone
- Wynton Kelly - pianoforte
- Julius Watkins - corno francese
- Don Butterfield - tuba
- Wendell Marshall - contrabbasso
- Art Taylor - batteria
- Benny Golson - arrangiamenti (solo brano: A4)

B2, B3 e B4
- Donald Byrd - tromba
- Gigi Gryce - sassofono alto, arrangiamenti
- Wynton Kelly - pianoforte
- Wendell Marshall - contrabbasso
- Art Taylor - batteria[3][4]